# Hayyim Schirmann
Pour les articles homonymes, voir Schirmann.
Hayyim (Jefim) Schirmann, né à Kiev le 19 octobre 1904 et mort en 1981, est l’un des grands spécialistes de la poésie hébraïque du Moyen Âge et de la Renaissance.

## Biographie
Durant la Révolution russe, la famille d’Hayyim Schirmann se réfugie en 1920 à Berlin, ce qui interrompt ses études secondaires. La transition de l’usage du russe à l’allemand retarde sa diplomation jusqu’à 1924, mais après son apprentissage académique progresse rapidement, et déjà en 1930 il produit à Francfort-sur-le-Main sa thèse de doctorat Die hebräische Übersetzung der Maqamen des Hariri (en français La traduction hébraïque des Maqams de Hariri pour impression. Schirmann est diplômé en linguistique sémantique à l’Université de Berlin en 1930.
Peu après il travaille à l’ouvrage Une comédie italo-hébraïque du XVIe siècle qui est prêt en 1932 pour parution mais qui est publié seulement en 1946. Vers 1934, Schirmann complète un grand projet, l'Anthologie de la poésie hébraïque en Italie (Mivhar HaShirah Ha'Ivrith B'Italia), une anthologie de quelque 600 pages sur la poésie écrite en hébreu en Italie depuis le IXe siècle jusqu'au début du XXe siècle qui, malgré le développement de ce thème dans de nouvelles collections, demeure l’anthologie de référence dans le domaine. Ces deux œuvres marquent l’aire géographique intéressant Schirmann tout au long de sa carrière, soit l’Espagne, la Provence et l’Italie.
Deux événements de grande importance influencent Schirmann et son œuvre, la fondation de l’Université hébraïque de Jérusalem, au milieu des années 1920, et celle du Schocken Institute for the Study of Medieval Liturgical Poetry en 1930 par l’éditeur allemand Salman Schocken.
Schirmann commence à travailler aux débuts de l’Institut Schocken pour l’étude de la poésie hébraïque médiévale, sur invitation du directeur Henrik Bródy. Après la Machtergreifung par les Nazis, les deux émigrent à Jérusalem, où les travaux de l’Institut se poursuivent, encore que les contenus cessent d’être imprimés en allemand. En 1937, Schirmann est invité à enseigner à l’Université hébraïque de Jérusalem, et en 1952 y est nommé professeur de poésie hébraïque médiévale. Après avoir succédé à David Yellin comme professeur, Schirmann consolide l’enseignement du sujet à l’Université et parmi ses étudiants en ressortent quelques-uns parmi les plus grands experts de la poésie hébraïque médiévale du XXe siècle. Schirmann s’implique dans l’édition d’œuvres individuelles de même que dans son œuvre monumentale Histoire de la poésie hébraïque, en deux tomes, laquelle est éditée à titre posthume par Ezra Fleischer. En 1957 il obtient le prix Israël pour les "études juives" et en 1964 est élu membre de l’Académie israélienne des sciences et lettres. Il est nommé professeur émérite en 1968.

## Œuvres
L’œuvre de Schirmann couvre toute la production poétique hébraïque depuis le début du Moyen Âge jusqu’à la Renaissance. Outre la poésie en Espagne et en Provence, qui occupe le cœur de son travail, Schirmannporte également son attention sur la poésie et le théâtre hébraïques, de même que la musique juive, en Italie. Il écrit également sur la poésie liturgique ancienne et rédige des essais sur les Ashkénazes et le Yémen. Par ailleurs, il publie des poèmes de manuscrits dans des revues critiques, édite des anthologies à des fins pédagogiques, écrit des essais et autres. De toutes ses nombreuses publications, la Poésie hébraïque en Espagne et en Provence (première édition en 1957, la seconde en 1960), une anthologie en quatre volumes, présentant le contexte historique et le mérite esthétique des œuvres. Cet ouvrage est reconnu immédiatement comme le canon des œuvres maîtresses écrites en hébreu en Espagne au cours d’une période de 550 ans.
- 1924 - Isaac Gorni: poète hébreu de Provence, Lettres Romanes, 26 pages.
- 1930 – (de) Die hebräische Übersetzung der Maqamen des Hariri (Schriften der Gesellschaft zur Förderung der Wissenschaft des Judentums 37). Frankfort-sur-le-Main: J. Kauffmann ou Druck von P. Brandel,47 pages.
- 1933 – (de) Zur Geschichte der hebraïschen Poesie in Apulien und Sizilien, [De l’histoire de la poésie hébraïque en Pouilles et en Sicile], Schocken Verlag, 1933, 194 p.
- 1934 – (he) מבחר השירה העברית באיטליה ou (de) Anthologie der hebraïschen Dichtung in Italien [(fr) Anthologie de la poésie hébraïque en Italie et en Sicile]. Berlín: Schocken Verlag, 613 pages.
- 1948 - Le Dīwān de Šemū'ēl Hannāgīd considéré comme source pour l'histoire espagnole
- 1948 - La Métrique quantitative dans la poésie hébraïque du Moyen Âge
- 1954 – (he) השירה העברית בספרד ובפרובאנס [Poesía hebrea en España y Provenza]. 2 tomes, 1420 pages, Jérusalem : Hwṣaʼat Mwsad Byʼalyq, 1954/56.
- 1955 – (en) L'Amour spirituel dans la poésie hébraïque du Moyen Âge
- 1960 - L'Amour spirituel dans la poésie hébraïque du Moyen Âge
- 1962 - Les Contes rimés de Jacob ben Eléazar de Tolède
- 1970 – (en) The Battle Between Behemoth and Leviathan According to an Ancient Hebrew Piyyuṭ, 43 pages
- 1972 - Salomon Ibn Gabirol, sa vie et son œuvre poétique, 1973 en espagnol. 16 p.
- 1995 – (he) תולדות השירה העברית בספרד המוסלמית [Histoire de la poésie hébraïque dans l’Espagne musulmane. Édition, supplément et annotations d’Ezra Fleischer.] Jérusalem: Magnes 1995.  (ISBN 965-223-914-3)
- 1997 – (he) תולדות השירה העברית בספרד הנוצרית ובדרום צרפת [Histoire de la poésie hébraïque dans l’Espagne chrétienne et dans le sud de la France. Édition, supplément et annotations d’Ezra Fleischer.]. Jérusalem: Magnes 1997.  (ISBN 965-223-963-1)